# الظلل (النادرة)

تعديل مصدري - تعديل

الظلل هي إحدى قرى عزلة الفجرة بمديرية النادرة التابعة لمحافظة إب، بلغ تعداد سكانها 365 نسمة حسب تعداد اليمن لعام 2004.